# Hoogtelijn (driehoek)

Hoogtelijn in een rechthoekige driehoek

Een hoogtelijn in een driehoek is een rechte die door een van de hoekpunten gaat en loodrecht op de tegenoverliggende zijde staat. De drie hoogtelijnen van een driehoek gaan door één punt, het hoogtepunt van de driehoek. De oppervlakte van een driehoek kan uitgedrukt worden met behulp van een hoogtelijn. De oppervlakte is gelijk aan de helft van het product van de lengte van een hoogtelijn (van hoek tot eventueel verlengde zijde) en de bijbehorende zijde.

## Lengte
De lengte van de hoogtelijn {\displaystyle h_{a}} vanuit hoekpunt A is gegeven door
{\displaystyle h_{a}=c\sin B=b\sin C={\frac {bc}{2R}}={\frac {2\Delta }{a}}}
waarbij R de straal van de omgeschreven cirkel is, {\displaystyle \Delta } de oppervlakte van driehoek ABC, en A, B en C de hoeken van die driehoek.
Ook geldt de formule
{\displaystyle {\frac {1}{h_{a}}}+{\frac {1}{h_{b}}}+{\frac {1}{h_{c}}}={\frac {1}{r}}}
waarin r de straal van de ingeschreven cirkel is.
Met de stralen {\displaystyle r_{a}}, {\displaystyle r_{b}} en {\displaystyle r_{c}} van de aangeschreven cirkels geldt
{\displaystyle -{\frac {1}{h_{a}}}+{\frac {1}{h_{b}}}+{\frac {1}{h_{c}}}={\frac {1}{r_{a}}},}
{\displaystyle {\frac {1}{h_{a}}}-{\frac {1}{h_{b}}}+{\frac {1}{h_{c}}}={\frac {1}{r_{b}}},}
{\displaystyle {\frac {1}{h_{a}}}+{\frac {1}{h_{b}}}-{\frac {1}{h_{c}}}={\frac {1}{r_{c}}}.}